# Tore Strindberg

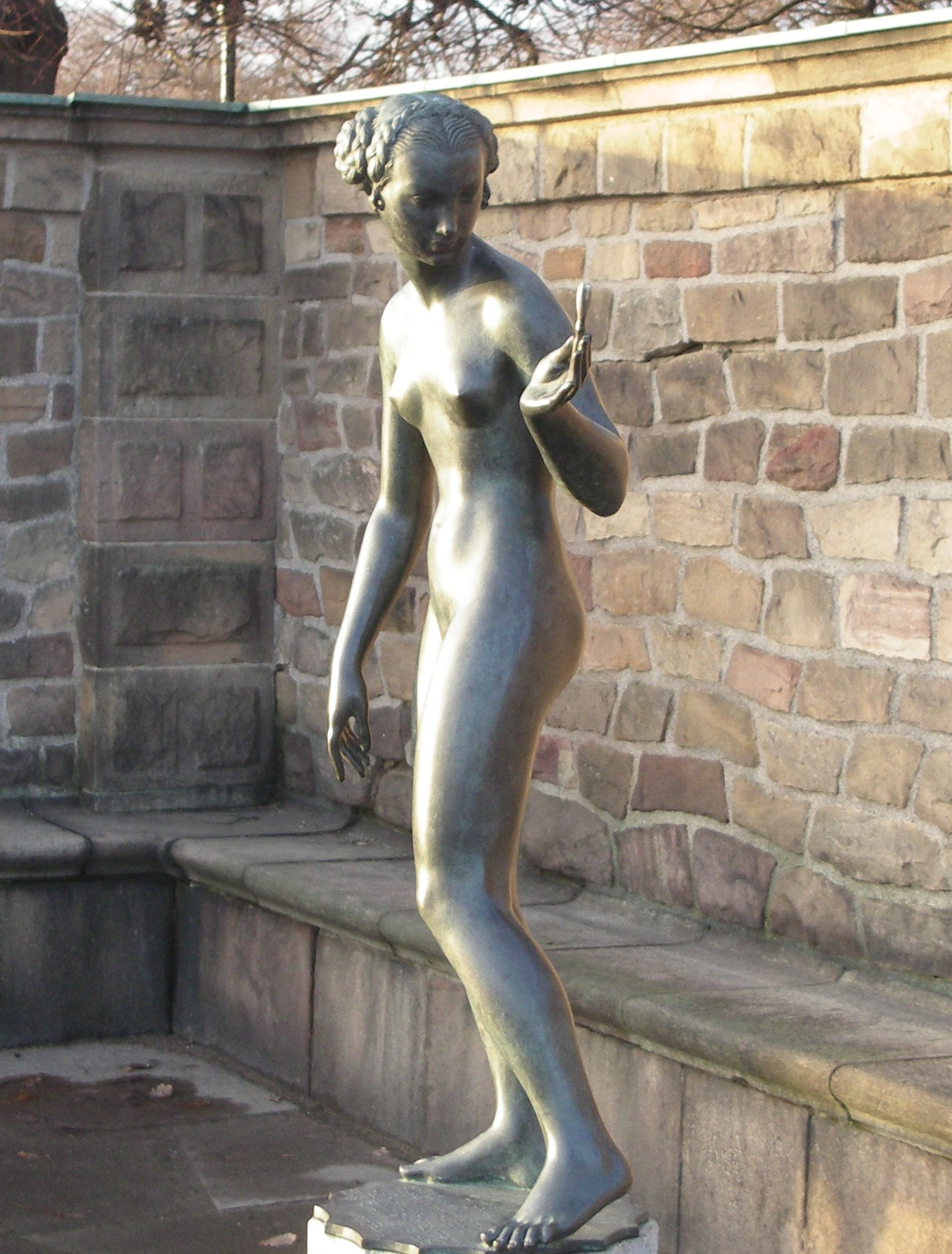
Crokus i Stadshusträdgården i Stockholm.

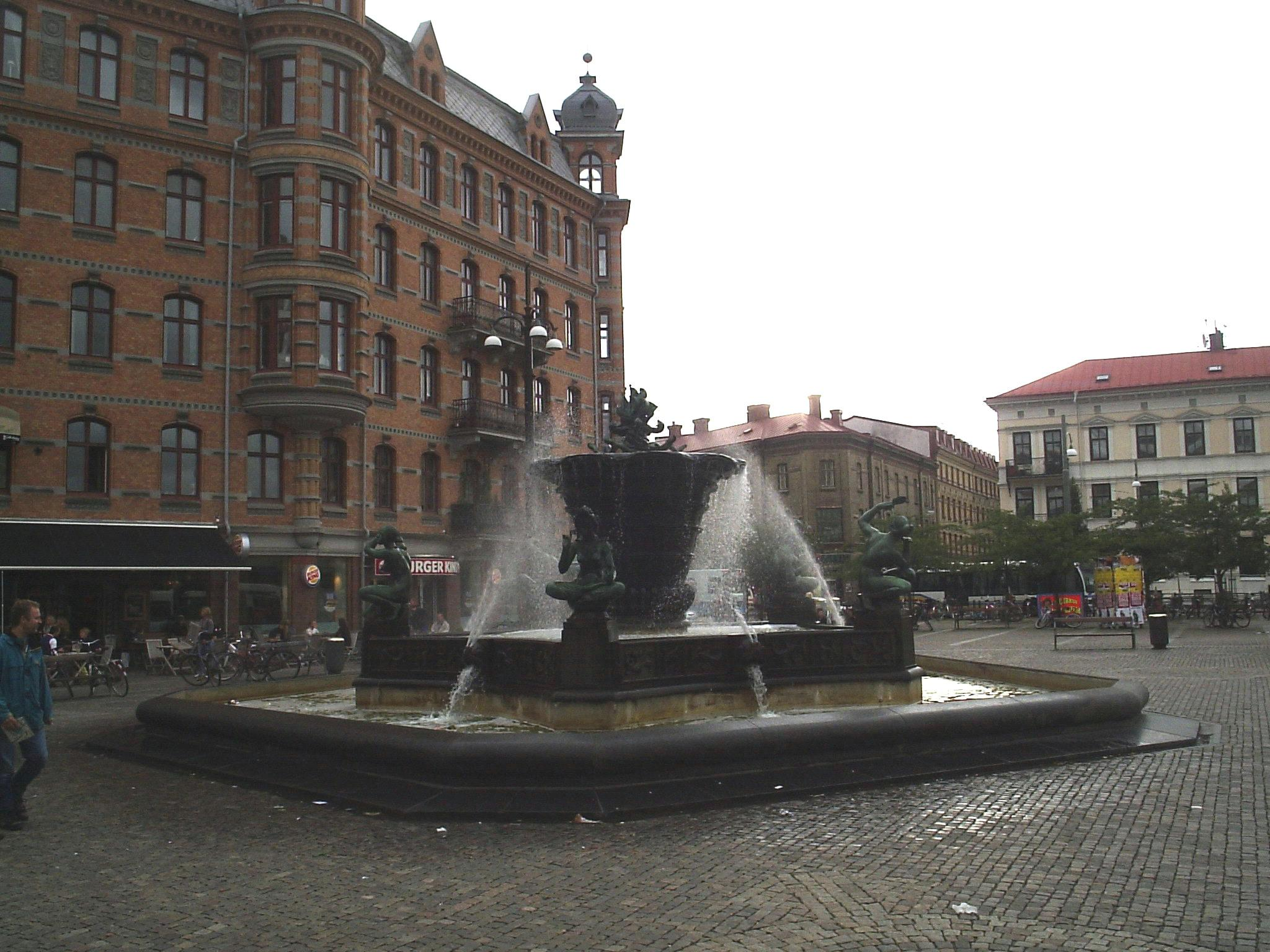
Järntorgsbrunnen – De fem världsdelarna.

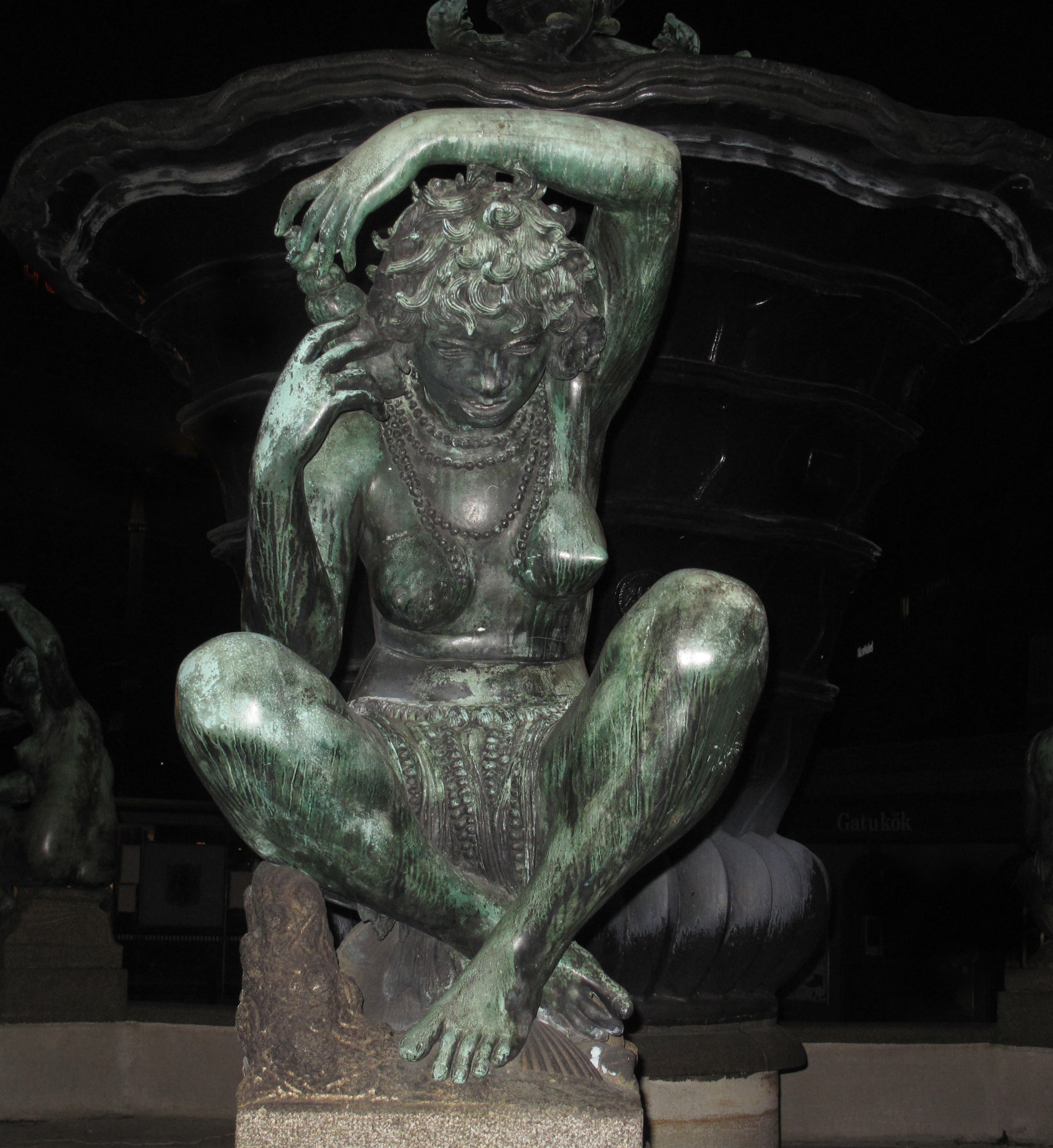
Skulptur (detalj) av Järntorgsbrunnen.

Tore Strindberg, född 19 februari 1882 i Stockholm, död 6 februari 1968 i Stockholm, var en svensk skulptör och medaljgravör.

## Biografi
Tore Strindberg studerade för medaljgravören Adolf Lindberg vid Kungliga myntverket i Stockholm 1898–1902 och därefter på Konstakademien 1902–07. Redan som akademielev deltog han i De Fries utställning i Stockholm 1904. Som akademielev deltog han även i Axel Tallbergs etsningsskola där han utförde åtskilliga plåtar i linjemanér och akvatint. Efter studierna vistades han en period i Paris och efter hemkomsten fick han förtroendet att utföra  en altartavla till Hjorthagens kapell i Stockholm; för Engelbrektskyrkan i Stockholm utförde han 1909–1911 en serie dekorativa stuckreliefter och träskulpturen Kristus. 
Han är främst känd för bronsskulpturer i en klassicerande och realistisk stil från 1920- och 30-talen. Mest bekant är ”Crokus”, en gracil skulptur av en ung flicka som symboliserar ungdomstidens förgänglighet och på Järntorget i Göteborg den stora brunnen "De fem världsdelarna", som avtäcktes 1927. Bland hans mindre arbeten märks krucifixen för Åmots kyrka och Överluleå kyrka. 
Som medaljkonstnär skapade han plaketter och medaljer över bland andra Selma Lagerlöf, Anna Retzius, Karl Starbäck och jubileumsmedaljerna över de Olympiska spelen samt formgivning av en mängd mindre föremål för Sporrong & Co. Han utförde även ett antal byster, exempelvis av Anders de Wahl, Martin Öhman, Ivar Kåge, och Sigurd Westholm.
Strindberg var mycket aktiv som utställare och medverkade i en rad internationella utställningar i bland annat Venedig, Wien, Reykjavik och Köpenhamn samt utställningar arrangerade av Sveriges allmänna konstförening. Han tilldelades ett stipendium ur Winqvists fond från Konstakademien 1925 och Stockholms stads kulturstipendium 1960. 
Strindberg finns representerad vid bland annat Nationalmuseum och Moderna museet, Thielska galleriet i Stockholm, Rottneros skulpturpark, Göteborgs konstmuseum och Malmö museum.

### Familj
Strindberg var son till grosshandlaren Johan Oscar Strindberg och Aurora Helena Rosalie Lundgren. Han var gift första gången från 1910 med Valle Morling och från 1940 med Britt Barbro Kristina Holmgren. Han var far till filmfotografen Göran Strindberg och till tecknaren och målaren Rolf Strindberg. August Strindberg var kusin till Tores far, grosshandlaren Johan Oscar Strindberg (1843–1905).
Han var yngre bror till Nils Strindberg, som deltog i Andrée-expeditionen 1897 och för vars medlemmar Tore senare formgivit ett gravmonument på Norra kyrkogården i Stockholm. En annan bror var Sven Strindberg, som bland annat var den förste intendenten för Liljevalchs konsthall. Den fjärde av de fyra bröderna var Erik Strindberg, arkitekt i USA.

## Offentliga verk i urval
- Yngling (1904), Thielska galleriet, Stockholm
- En mor (1905), Finspång
- Altaruppsats (1909) kalkbruk, Hjorthagens kyrka i Stockholm
- Hubertus-hjort förgyllt trä, i koret i Hjorthagens kyrka
- Statyer på fasaden till den av Cyrillus Johansson ritade byggnaden Riddaren 27, hörnet Nybrogatan/Riddargatan (1912)
- Uppstånden Kristus (1914), stuckreliefer i Engelbrektskyrkan i Stockholm
- Krucifix (1917), Åmots kyrka i Gästrikland och Överluleå kyrka i Boden
- Altaruppsats (ca 1917), Bäckseda kyrka i Småland
- Crokus (1925) brons, Stadshusparken i Stockholm, Rosengården i Karlshamn, Kungsparken vid Vasaplatsens nedre del i Göteborg och Caroli Kyrkbacke i Borås
- Diana (1925), Moderna Museet
- Järntorgsbrunnen, De fem världsdelarna (1927) gjutjärn, brons och granit, Järntorget i Göteborg
- Andrée-expeditionen (1933), gravmonument på Norra begravningsplatsen i Solna
- Fågelbad fontänskulptur (1941-42), Hörsalsparken i Norrköping samt i Nässjö och Sandviken
- Hjalmar Branting, porträttbyst i granit (1945) i Folkets Park i Linköping
- Flicka knyter sitt hår (1946) brons, i Olof Palmes park i Kalmar
- Flicka med docka (1950) brons, Högby servicehus, Finspång
- Skogsnuvan och näcken (1956), Norrköping och Gävle
- Staty av två barn och en hund (1957) brons, Dagsbergsvägen i Norrköping
- S:t Göran trä, kapellet i Skelleftehamn